# Gilles Anthony Afoumba
Gilles Anthony Afoumba, född 14 juni 1996, är en friidrottare från Kongo-Brazzaville. Han deltog vid olympiska sommarspelen 2020.